# Товстенська селищна рада
Товсте́нська се́лищна ра́да — адміністративно-територіальна одиниця та орган місцевого самоврядування в Заліщицькому районі Тернопільської області. Адміністративний центр — селище міського типу Товсте.

## Загальні відомості
Товстенська селищна рада утворена в 1994 році.
- Територія ради: 16,87 км²
- Населення ради: 3 348 осіб (станом на 1 січня 2012 року)
- Територією ради протікає річка Тупа

## Населені пункти
Селищній раді підпорядковані населені пункти:
- смт Товсте

## Склад ради
Рада складається з 20 депутатів та голови.
- Голова ради: Демкович Роман Ярославович
- Секретар ради: Бензар Тарас Павлович

### Керівний склад попередніх скликань
| Прізвище, ім'я, по батькові | Основні відомості                                                | Дата обрання | Дата звільнення |
| --------------------------- | ---------------------------------------------------------------- | ------------ | --------------- |
| Дранц Любомир Володимирович | Селищний голова, 1956 року народження                            | 26.03.2006   | 31.10.2010      |
| Демкович Роман Ярославович  | Селищний голова, 1967 року народження, освіта вища, безпартійний | 31.10.2010   |                 |

Примітка: таблиця складена за даними сайту Верховної Ради України

### Депутати
За результатами місцевих виборів 2010 року депутатами ради стали:

#### За суб'єктами висування
| Суб'єкт висування           | Кількість обраних депутатів | %  |
| --------------------------- | --------------------------- | -- |
| Демократична партія України | 11                          | 55 |
| Самовисування               | 9                           | 45 |

#### За округами
| № округу                    | Прізвище, ім'я, по батькові    | Дата визнання обраним | Освіта             | Партійна приналежність | Відомості про обраного депутата                     |
| --------------------------- | ------------------------------ | --------------------- | ------------------ | ---------------------- | --------------------------------------------------- |
| Демократична партія України |                                |                       |                    |                        |                                                     |
| 1                           | Голик Микола Іванович          | 03.11.2010            | середня спеціальна | позапартійний          | пенсіонер                                           |
| 5                           | Хитрий Павло Богданович        | 03.11.2010            | вища               | позапартійний          | КСП «Галичина», агроном                             |
| 6                           | Буць Олег Миронович            | 03.11.2010            | вища               | позапартійний          | Музична школа смт Товсте, директор                  |
| 7                           | Николик Олег Володимирович     | 03.11.2010            | вища               | позапартійний          | АЗС смт Товсте, оператор                            |
| 9                           | Бугель Микола Михайлович       | 03.11.2010            | середня спеціальна | позапартійний          | пенсіонер                                           |
| 10                          | Кухта Петро Михайлович         | 03.11.2010            | середня            | позапартійний          | Укртелеком смт Товсте, водій                        |
| 12                          | Ковальчук Ігор Іванович        | 03.11.2010            | середня спеціальна | позапартійний          | тимчасово не працює                                 |
| 13                          | Лукасевич Ігор Романович       | 03.11.2010            | вища               | позапартійний          | Поліклініка смт Товсте, стоматолог                  |
| 14                          | Петльований Іван Омельянович   | 03.11.2010            | вища               | позапартійний          | Товсте СПД                                          |
| 15                          | Слободянюк Степан Григорович   | 03.11.2010            | середня            | позапартійний          | ПАП «Дзвін», охоронець                              |
| 17                          | Білик Сергій Іванович          | 03.11.2010            | вища               | позапартійний          | Товстенська КРЛ, лікар                              |
| Самовисування               |                                |                       |                    |                        |                                                     |
| 2                           | Мельник Степан Михайлович      | 03.11.2010            | вища               | позапартійний          | загальноосвітня школа І-ІІІ ст. смт Товсте, вчитель |
| 3                           | Муравель Ігор Миколайович      | 03.11.2010            | середня спеціальна | позапартійний          | тимчасово не працює                                 |
| 4                           | Бензар Тарас Павлович          | 03.11.2010            | вища               | позапартійний          | ПП «Агро-КПХ» с. Угриньківці, ветлікар              |
| 8                           | Бойчук Оксана Антонівна        | 03.11.2010            | вища               | позапартійна           | Товстенський сільсько-господарський ліцей, викладач |
| 11                          | Романюк Леонід Петрович        | 03.11.2010            | вища               | позапартійний          | Поліклініка смт Товсте, завідувач                   |
| 16                          | Гуртик Ігор Романович          | 03.11.2010            | вища               | позапартійний          | Товсте «Приватбанк», управляючий                    |
| 18                          | Глембіцький Віталій Михайлович | 03.11.2010            | середня спеціальна | позапартійний          | Поліклініка смт Товсте, фельдшер                    |
| 19                          | Горецький Віктор Миколайович   | 03.11.2010            | вища               | позапартійний          | Поліклініка смт Товсте, лікар                       |
| 20                          | Яценюк Галина Тадеївна         | 03.11.2010            | середня спеціальна | позапартійна           | Товстенська селищна рада, секретар                  |